# Волынцев, Юрий Витальевич
Ю́рий Вита́льевич Волы́нцев (28 апреля 1932, Ленинград — 9 августа 1999, Москва) — советский и российский актёр театра и кино, народный артист РСФСР (1984), лауреат Государственной премии России 1994 года за спектакль Государственного академического театра имени Евг. Вахтангова «Без вины виноватые» по пьесе А. Н. Островского. Снимался в роли Пана Спортсмена в юмористическом телесериале «Кабачок „13 стульев“».

## Биография
Родился 28 апреля 1932 года в Ленинграде.
Учился в Щукинском театральном училище (курс И. М. Рапопорта), однокурсниками были В. В. Лепко, В. В. Майорова, А. А. Миронов, В. Д. Шарыкина, О. Яковлева.
По окончании училища в 1962 году был принят в труппу Московского академического театра имени Вахтангова.
Озвучил множество персонажей мультфильмов, в кино снимался преимущественно в ролях второго плана и эпизодах. Советскому зрителю известен прежде всего игрой в роли Пана Спортсмена в юмористическом телесериале «Кабачок „13 стульев“».
Озвучил персонажей диснеевских мультсериалов: Дакворта в «Утиных историях», Дона Карнажа в «Чудесах на виражах» и Зигзага Маккряка в «Утиных историях» и «Чёрном Плаще».
Скончался 9 августа 1999 года на 68-м году жизни, в Москве, во сне от острой сердечной недостаточности. Прощание прошло в фойе театра имени Вахтангова 12 августа 1999 года. Похоронен на Хованском кладбище (центральная территория, участок № 45ж).

## Семья
- Дочь — Ксения Стриж (род. 1967) — радио- и телеведущая.

## Творчество

### Роли в театре
- «На всякого мудреца довольно простоты» — Городулин
- «Золушка» — Король
- «Принцесса Турандот» — Бригелла
- «Стакан воды» — Виконт Болингброк
- «Дамы и гусары» — пан Юзеф
- «Игроки» — Глов-старший
- «Без вины виноватые» — Шмага
- «Великая магия» — Грегорио

### Роли в кино
- 1961 — Битва в пути — Синенький
- 1963 — Короткие истории
- 1964 — Пядь земли — Яценко, капитан
- 1965 — Время, вперёд! — писатель
- 1966 — Чёрт с портфелем — Королёв
- 1967 — Анна Каренина — Петрицкий
- 1968 — Майор Вихрь — Швальб
- 1968 — По Руси — солдат
- 1968 — Ошибка резидента — таксист
- 1970 — Белорусский вокзал — старшина милиции
- 1970 — Карусель — Сюсин
- 1970 — Семья как семья или Коробовы встречают Новый год — Дед Мороз
- 1973 — Райские яблочки — следователь
- 1973 — Товарищ генерал — Герасим Ксенофонтович Гущин, командир дивизии
- 1973 — Нейлон 100% — Федя
- 1974 — Ясь и Янина — участковый милиционер Данила Степанович
- 1975 — Бегство мистера Мак-Кинли — сослуживец Мак-Кинли
- 1976 — Легенда о Тиле — герцог ван Бредероде
- 1976 — Соло для слона с оркестром — Александр Борисович
- 1977 — Фантазии Веснухина — папа Булина
- 1977 — Смешные люди! — Романсов
- 1978 — Ералаш (выпуск № 16, сюжет «Все четыре колеса»)[7] — дядя Коля
- 1979 — Утренний обход — Виктор Малишевский, профессор
- 1979 — Поездка через город (к/м) — карусельщик
- 1980 — Ночное происшествие — Семён Афанасьевич Астахов, таксист
- 1984 — Мёртвые души — Алексей Иванович, полицмейстер
- 1984 — Мой избранник — Георгий Феофанов
- 1985 — Свадьба старшего брата — дядя Гоша
- 1987 — Крейцерова соната — господин в присутственном месте
- 1988 — Дорогое удовольствие — начальник
- 1990 — Шапка — Иван Федосеевич, адъютант маршала Побратимова
- 1991 — Тень, или Может быть, всё обойдётся — первый министр
- 1992 — На Дерибасовской хорошая погода, или На Брайтон-Бич опять идут дожди — Степан, генерал КГБ
- 1992 — Дом на Рождественском бульваре
- 1995 — Мелочи жизни — Виктор Васильевич

#### Роли в киножурнале «Фитиль»
- 1976 — Выпуск № 164 (новелла «Короткий разговор») — начальник
- 1977 — Выпуск № 177 (новелла «Домашнее задание») — Пинжаков
- 1977 — Выпуск № 181 (новелла «Деловой подход») — Рыбаков
- 1978 — Выпуск № 194 (новелла «Защитная реакция») — директор предприятия
- 1978 — Выпуск № 195 (новелла «Так-тик») — часовщик
- 1979 — Выпуск № 199 (новелла «Современная серенада») — Трофим Кузьмич
- 1979 — Выпуск № 204 (новелла «Свои люди») — Юрий Васильевич
- 1980 — Выпуск № 222 (новелла «Содержание и форма») — милиционер
- 1981 — Выпуск № 223 (новелла «День приёма») — начальник
- 1981 — Выпуск № 225 (новелла «Валютные операции») — официант в ресторане
- 1981 — Выпуск № 226 (новелла «Простая арифметика») — Иван Максимович
- 1981 — Выпуск № 230 (новелла «За спичками») — заказчик
- 1982 — Выпуск № 242 (новелла «Что посеешь…») — папа мальчика
- 1983 — Выпуск № 251 (новелла «От двух до пяти») — ректор института
- 1983 — Выпуск № 255 (новелла «Оптимальный вариант») — Сергей Петрович
- 1984 — Выпуск № 263 (новелла «Не взирая на лица») — Степан Петрович
- 1985 — Выпуск № 274 (новелла «Показательный мешок») — Иван Степанович, директор фабрики
- 1986 — Выпуск № 289 (новелла «Болванка») — клиент
- 1986 — Выпуск № 291 (новелла «Наш современник») — начальник
- 1986 — Выпуск № 294 (новелла «Естественный отбор») — начальник
- 1987 — Выпуск № 299 (новелла «Пальцем в небо») — Семён Семёнович
- 1991 — Выпуск № 345 (новелла «Люди с чистой совестью») — Петрович
- 1992 — Выпуск № 356 (новелла «Новый сервис») — Курихин
- 1992 — Выпуск № 362 (новелла «Простая ситуация») — демагог

#### Участие в телепостановках
- 1966—1980 — Кабачок «13 стульев» — пан Спортсмен
- 1968 — Портрет Дориана Грея — Джеффри
- 1970 — Семья как семья — Дед Мороз из бюро добрых услуг
- 1976 — Дамы и гусары — пан Юзеф
- 1978 — Вечер старинных русских водевилей[8] — Лерман

### Озвучивание
- 1972 — «Право на прыжок» — Саня, метатель молота (роль Хария Швейца)
- 1981 — «Руки вверх!» — полковник Шито-Крыто (роль Рамаза Чхиквадзе)

### Озвучивание мультфильмов
- 1973 — «Помехи в цехе» (Фитиль № 132) — один из рабочих
- 1976 — «Почему у льва большая грива?» — все роли
- 1976 — «Зайка-зазнайка» — Волк
- 1977 — «Люди и звери» (Фитиль № 181) — браконьер
- 1977—1982 — «Сказки Засыпайки» — исполняет песни
- 1977—1983 — «Самый маленький гном» — Волк
- 1977 — «Как грибы с горохом воевали» — Мухомор / Валуй
- 1977 — «Не смешно» (Фитиль № 187) — проверяющий
- 1978 — «Дед Мороз и серый волк» — Снеговик (в титрах не указан)
- 1978 — «Дождь» — Подмастерье Сенька Бородатый
- 1978 — «Илья Муромец и Соловей-разбойник» — Чурило Пленкович
- 1978 — «Надёжная деталь» (Фитиль № 188) — слесарь
- 1979 — «Новый Аладдин» — джинн
- 1979 — «Волшебное кольцо» — Иван
- 1979 — «Про щенка» — кабан
- 1980 — «Котёнок по имени Гав» (3-й и 4-й выпуски) — пёс
- 1980 — «Девочка и медведь» — медведь
- 1980 — «Первый автограф» — папа Медведь
- 1980 — «Му-му» (Фитиль № 213) — проверяющий
- 1980 — «Шайбу, шайбу!» (Фитиль № 216) — начальник
- 1980 — «Трах-тиби-дох!» (Фитиль № 220) — начальник конторы
- 1981 — «Сказка про Комара Комаровича» — медведь
- 1981 — «Как будто» — медвежонок
- 1981 — «Пёс в сапогах» — Толстяк
- 1981 — «Тайна третьей планеты» — капитан Зелёный
- 1981 — «Бездомные домовые» — Феодор, хозяин
- 1981 — «Голая истина» (Фитиль № 229) — владелец машины / один из ремонтников
- 1981 — «Поединок» (Фитиль № 235) — экскурсовод
- 1982 — «Алиса в Зазеркалье» — Шалтай-Болтай
- 1982 — «Великан-эгоист» — Великан
- 1982 — «Волшебное лекарство» — дедушка
- 1983 — «Горе — не беда» — царь
- 1983 — «Обыкновенное чудо» (Фитиль № 253) — директор трикотажной фабрики
- 1983 — «Малиновка и медведь» — медведь
- 1983 — «Жил у бабушки козёл» — козёл Евсей
- 1983 — «Добрый лес» — медведь / енот
- 1984 — «Брызги шампанского» (Фитиль № 266) — Иван Матвеевич, начальник судостроительного завода
- 1984 — «Алле-хап!» (Фитиль № 268) — клоун
- 1985 — «Два билета в Индию» — дрессировщик Николай Яснов
- 1985 — «КОАПП. Сонное царство» — медведь
- 1986 — «Боцман и попугай» (5-й выпуск) — снежный человек Хомо Траглатитус
- 1986 — «Приключения поросёнка Фунтика» — сыщик Добер / Шоколад (3-й выпуск)
- 1986 — «Добро пожаловать!» — Лось
- 1986 — «Снегурята» — кот Пушок
- 1986 — «Ценная бандероль» — волк
- 1986 — «Шефская помощь» (Фитиль № 290) — заведующий овощной базой
- 1987 — «Лесные сказки. Фильм второй» — медведь / волк по кличке Пёс
- 1987 — «Приключения пингвинёнка Лоло» — капитан браконьерского судна
- 1987 — «Богатырская каша» — папа
- 1987 — «Средь бела дня» (Фитиль № 303) — начальник отдела вознаграждений
- 1987 — «Кувшинка» — медведь
- 1988 — «Смех и горе у Бела моря» — старик-слушатель / Иван
- 1989 — «Какой звук издаёт комар?» — волк
- 1989 — «Шёл по дорожке воробей» — человек
- 1990 — «Новое платье короля» («Союзтелефильм») — король
- 1990 — «Свободный тиран» — Тиран-справедливый
- 1991 — «Маленькая колдунья» — лесничий
- 1991 — «Приключения волшебного глобуса, или Проделки ведьмы» — Царь
- 1991 — «Соловей» — Император
- 1992 — «Глаша и Кикимора» — Леший
- 1992 — «Слонёнок-турист» — медведь
- 1994 — «Жили-были» — дед / волк / медведь
- 1994 — «Фантазёры из деревни Угоры» — голова Змея Горыныча
- 1995 — «Шарман, шарман! 3» — козёл
- 1995 — «Теремок» — медведь

### Дубляж и закадровое озвучивание
- 1984 — «Муфта, Полботинка и Моховая Борода» — пожарный, радиоведущий
- 1989—1990 — «Скала Фрэгглов» — Док, дядя Мэтт Путешественник
- 1990 — 1994 — «Утиные истории» — Зигзаг Маккряк, Дакворт (за исключением серии «Великое прозрение Бабби»), бармен (в серии «Юные воротилы бизнеса»)
- 1991 — 1992 — «Чудеса на виражах» — Дон Карнаж
- 1993—1994 — «Чёрный Плащ» — Зигзаг Маккряк

### Аудиосказки (винил)
- 1971 — «Кот в сапогах» — маркиз Карабас
- 1972 — «Остров сокровищ» — пират / боцман Израэль Хендс
- 1973 — «Большая мечта маленького ослика» — ослик
- 1977 — «Счастливый конец» — верный пёс Прыжок
- 1980 — «Дом на краю моря» — рассказчик
- 1980 — «Заяц и волк» — волк
- 1987 — «Анри-Пьер и принцесса-лягушка» — от автора
- 1989 — «Коротышка» — Король
- 1989 — «Кузнечик Кузя на планете Туами» — Звёздный пират Бимбула

### Детские передачи
- Будильник — капитан Врунгель

## Награды
- Орден Почёта (11.12.1996) — за заслуги перед государством, большой вклад в укрепление дружбы и сотрудничества между народами, многолетнюю плодотворную деятельность в области культуры и искусства[9]
- Лауреат Государственной премии Российской Федерации (29.05.1995)[10]
- Заслуженный артист РСФСР (11.11.1971)
- Заслуженный деятель культуры ПНР (1976)
- Почётное звание «Народный артист РСФСР» (28 марта 1984 года) — за заслуги в области советского театрального искусства[11]